# Contea di Dade (Missouri)
La contea di Dade in inglese Dade County è una contea dello Stato del Missouri, negli Stati Uniti. La popolazione al censimento del 2000 era di 7 923 abitanti. Il capoluogo di contea è Greenfield